# Omen, la nouvelle malédiction
Pour plus de détails, voir Fiche technique et Distribution.
Omen, la nouvelle malédiction (สังหรณ์, Sung horn) est un film fantastique horrifique thaïlandais réalisé par Thammarak Kamuttmanoch, sorti en 2003.

## Synopsis
Trois jeunes amis de longue date, Big, Dan et Beam, travaillent ensemble dans un magazine d'art. Un soir, ils rentrent chacun chez eux et rencontrent en chemin trois personnes étranges : l'un voit une vieille femme qui fait des prédictions inquiétantes qui s'annoncent exactes ; l'autre un enfant qui vend des couronnes de fleurs aux automobilistes pris dans les embouteillages ; et le troisième une jolie jeune femme, Aom, qui devient rapidement son amie. Leurs karmas est liés, la mort va frapper...

## Fiche technique
- Titre : Omen, la nouvelle malédiction
- Titres original : สังหรณ์ (Sung horn)
- Réalisation : Thammarak Kamuttmanoch
- Scénario : Danny Pang, Oxide Pang
- Montage : Danny Pang et Oxide Pang
- Production : Danny Pang, Oxide Pang
- Distribution : Sahamongkol Film International
- Pays :  Thaïlande
- Genre : Horreur, thriller et fantastique
- Durée : 80 minutes
- Date de sortie : 04 avril 2003 au cinéma en Thaïlande ; 7 septembre 2010 en DVD en France

## Distribution
- Panrawat Kittikorncharoen : Big
- Worrawech Danuwong : Dan
- Kawee Tanjararak : Beam

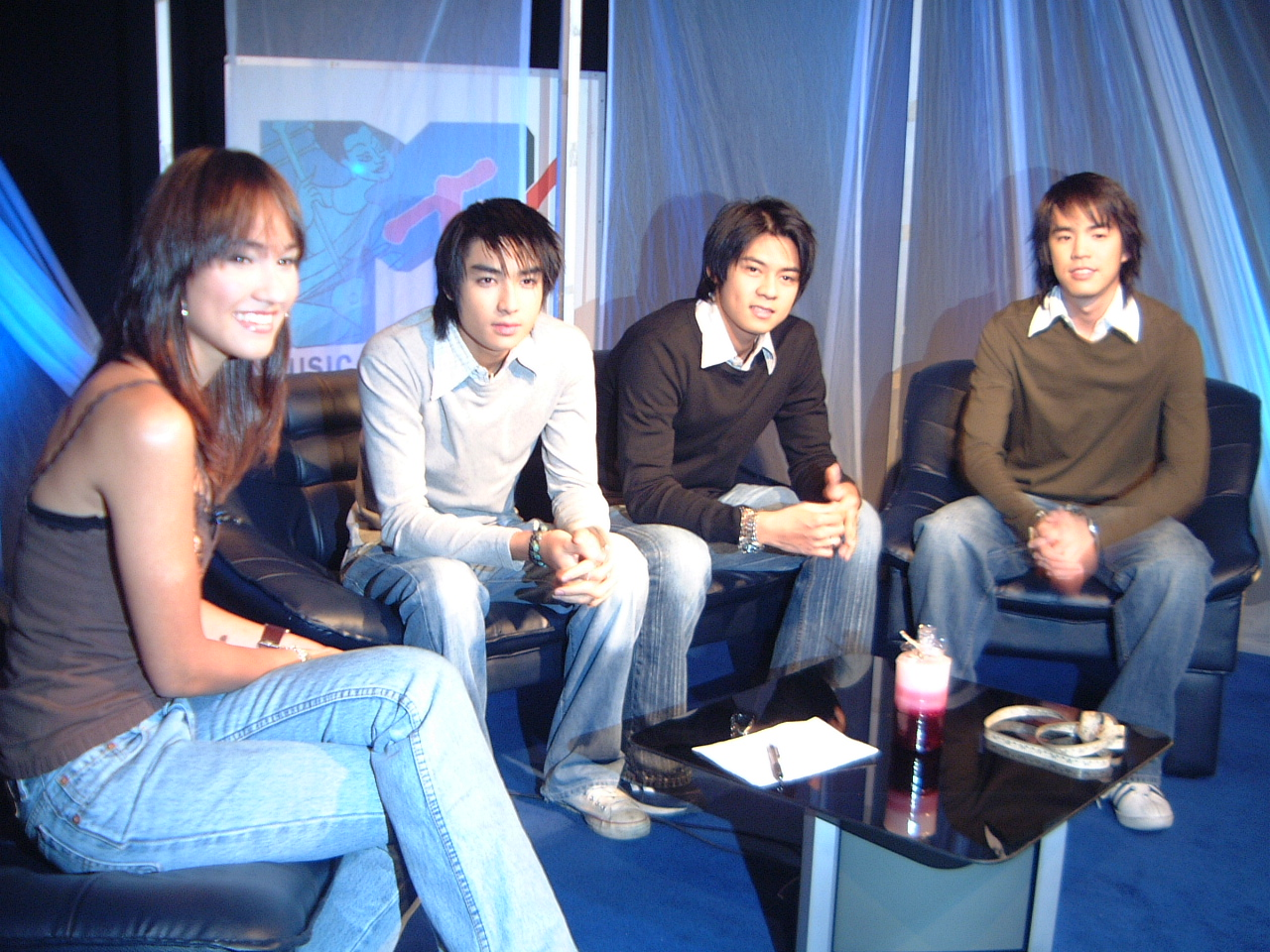
VJ Jane et les trois acteurs principaux d'Omen, de gauche à droite Big, Dan et Beam du boyband D2B

- Supatchaya Reunreung : Aom, la jeune femme
- Pisamai Wilaisak : la vieille femme

## Analyse
Omen, la nouvelle malédiction est un film très profondément thaïlandais qui puise profondément dans le bouddhisme, les croyances ancestrales et dans la notion de karma. La fin du film est particulièrement difficile à comprendre pour les occidentaux, "preuve en est son accueil lors de sa présentation au marché du film de Cannes en 2003, où la conclusion - pourtant superbe et touchante - fut accueillie dans l'hilarité totale de la salle." (bien que cette fin du film peut nous faire penser à la récente "Théorie du chaos" où un petit battement d'aile d'un papillon à Bangkok peut provoquer un cyclone aux USA ou en France...).

## Tournage
Les trois acteurs principaux du film, les trois amis Big, Dan et Beam sont les trois stars du très célèbre boyband thaïlandais D2B.
Après le tournage du film Omen, Panrawat Kittikorncharoen (Big) a eu le 22 juillet 2003 un très grave accident de voiture : sa voiture est tombée dans un klong (canal) pollué de Bangkok et Big a attrapé une très grave infection au cerveau qui l'a maintenu dans le coma pendant quatre ans jusqu'à sa mort le 09 décembre 2007.